# Petrocephalus squalostoma
Petrocephalus squalostoma är en fiskart som först beskrevs av Boulenger, 1915.  Petrocephalus squalostoma ingår i släktet Petrocephalus och familjen Mormyridae. IUCN kategoriserar arten globalt som otillräckligt studerad. Inga underarter finns listade i Catalogue of Life.